# ارتش جنوب لبنان
ارتش جنوب لبنان (به عربی: جيش لبنان الجنوبي)، همین‌طور شناخته شده با نام ارتش لحد یکی از گروه‌های اصلی درگیر در جنگ داخلی لبنان بود. افسران عضو این نیرو، عمدتاً از مسیحیان مارونی بودند، اما بین سربازان و درجه‌داران عضو ارتش جنوب لبنان، دروزی‌ها و شیعیان هم بودند. در طول جنگ داخلی لبنان، این نیروها متحد اصلی اسرائیل بودند و با شعار «بیرون‌کردن فلسطینی‌ها از خاک لبنان»، با نیروهای وابسته به سازمان آزادی‌بخش فلسطین و متحدان‌اش از جمله جنبش امل، حزب‌الله لبنان، حزب کمونیست سوریه و ارتش سوریه می‌جنگیدند.

## فرماندهان
اولین فرمانده ارتش جنوب لبنان، یک سرگرد مسیحی ارتش لبنان به نام سعد حداد بود. پس از مرگ وی در سال ۱۹۸۴ میلادی، ژنرال آنتوان لحد تا سال ۲۰۰۰ میلادی، فرمانده ارتش جنوب لبنان بود. وی پس از هم‌پاشیدگی مواضع ارتش جنوب لبنان در پی خروج نیروهای اسرائیلی، با درخواست پناهندگی به اسرائیل مهاجرت کرد.

## تاریخچه
نیروهای مسلح موسوم به «دولت آزاد لبنان» در آوریل سال ۱۹۷۹ میلادی، اعلام موجودیت کرد و تا مرز رودخانه لیتانی، یک محدوده هشتصد کیلومتر مربعی را تحت کنترل داشت.
با صدور قطعنامه ۴۲۵ شورای امنیت و ورود نیروهای پاسدار صلح سازمان ملل متحد، واحدهای ارتش اسرائیل در سال ۱۹۷۸ میلادی، از جنوب لبنان خارج شدند، اما متحد لبنانی دولت اسرائیل در جنوب لبنان را بر جای خود گذاشتند و تجهیزات سنگین نظامی، اسلحه و پول در اختیارشان قرار دادند تا منطقه‌ای که قبلاً تحت اشغال اسرائیل بود را، هم‌چنان در کنترل خود نگه دارند و نگهبان خاک اسرائیل در مقابل حملات فلسطینی‌ها بشوند.
در منطقه اشغالی تحت کنترل ارتش جنوب لبنان، برنامه‌های رادیویی و تلویزیونی، در جهت پروپاگاندا و تبلیغات سیاسی «دولت آزاد لبنان» تولید و پخش می‌شد. هم‌چنین خدمت نظام وظیفه در مناطق تحت کنترل ارتش جنوب لبنان، برای ساکنین این مناطق اجباری بود. در منطقه اشغالی تحت کنترل ارتش جنوب لبنان، «زندان خیام» وجود داشت که نامش به عنوان یکی از شکنجه‌گاه‌های مخوف خاورمیانه در تاریخ ثبت شده است. اسرائیل با عدم دخالت مستقیم در اداره مناطق تحت اشغال، تمام موارد نقض حقوق بشر در این مناطق را به «دولت آزاد لبنان» نسبت می‌دهد.
در پی عقب‌نشینی و خروج چند روزه‌ای ارتش اسرائیل از خاک لبنان در سال ۲۰۰۰ میلادی، ارتش اسرائیل پس از ۱۸ سال، مواضعش را به ارتش جنوب لبنان واگذار کرد، اما نیروهای وابسته به ارتش جنوب لبنان به سرعت در مقابل گروه حزب‌الله لبنان از پا درآمدند و چند هزار نفر از اعضای ارتش جنوب به همراه خانواده‌هایشان به اسرائیل گریختند و بسیاری نیز در لبنان بازداشت و محاکمه شدند.